# زیمبابوه در المپیک تابستانی ۲۰۲۴
کاروان المپیکی زیمبابوه، یکی از کاروان‌های شرکت‌کننده در بازی‌های المپیک تابستانی ۲۰۲۴ بود. این دوره از بازی‌ها از ۲۶ ژوئیه تا ۱۱ اوت ۲۰۲۴ (۵ تا ۲۱ امرداد ۱۴۰۳ خورشیدی) به میزبانی پاریس، پایتخت فرانسه برگزار شد. این حضور، چهاردهمین حضور این کاروان در المپیک بود.

## شرکت‌کنندگان
فهرست زیر به ورزشکاران این کاروان اشاره دارد.
| ورزش        | مردان | زنان | مجموع |
| ----------- | ----- | ---- | ----- |
| دو و میدانی | ۳     | ۱    | ۴     |
| روئینگ      | ۱     | ۰    | ۱     |
| شنا         | ۱     | ۱    | ۲     |
| مجموع       | ۵     | ۲    | ۷     |